# 이케우치 유타카 (야구인)
이케우치 유타카(일본어: 池内 豊, 1952년 4월 7일 ~ )는 일본의 전 프로 야구 선수이자 야구 지도자이다. 가가와현 오카와군 시도정(현: 사누키시) 출신이며 현역 시절 포지션은 투수였다.

## 인물
시도 상업고등학교에서는 에이스로서 활약했고 1970년 하계 고시엔 가가와현 예선에서 준결승전에 진출했지만 사카이데 상업고등학교에게 패하면서 탈락했다. 1970년 프로 야구 드래프트 회의에서 난카이 호크스로부터 4순위 지명을 받았고 졸업 후 프로에 입단했다. 프로 1년째인 1971년 10월에 첫 등판했고 이듬해 1972년 8월에 첫 선발 등판을 이뤘지만 난카이에서는 통산 7경기 등판에 그쳤을 정도의 뚜렷한 활약은 없었다.
1975년 오프에 에나쓰 유타카, 모치즈키 미쓰루와의 맞트레이드로 에모토 다케노리, 시마노 이쿠오, 하세가와 쓰토무와 함께 한신 타이거스로 이적했다. 이적 1년째인 1976년에는 감독이던 요시다 요시오에 의해 발탁되면서 중간 계투로 활약하는 등 난카이 시절의 총 등판 수를 웃도는 21경기에 등판했다. 이듬해 1977년부터는 8년 연속 30경기 이상을 등판했고 그 다음해인 1978년 7월부터 선발진 일원으로서 기용돼 시즌 9승(7선발승)을 남겼다. 1979년에는 선발과 마무리를 겸하여 5승(2선발승) 13세이브를 기록했다. 1980년에는 선발에서 벗어났지만 2년 뒤인 1982년에는 당시 센트럴 리그 역대 최다 타이 기록이자 일본 프로 야구 역대 5위에 해당되는 시즌 73경기 등판을 기록했다. 가장 활약했던 한신 시절의 평균 자책점은 3점대 중반부터 4점대에 머물렀는데 그다지 특필해야 할 것은 아니었지만 등판 수가 드러나는대로 절대적 신뢰를 얻은 구원 투수였다.
그 후 1984년 오프에 나가사키 게이지와의 맞트레이드로 요코하마 다이요 웨일스로 이적, 이듬해 1985년에는 23경기에 등판했지만 1년 만에 자유 계약 선수가 됐다. 1986년에 한큐 브레이브스로 이적하여 시즌 5경기에 등판, 그 해를 마지막으로 현역에서 은퇴했다.
은퇴 후에는 타격 투수, 전력분석원을 거쳐 1994년부터 1999년까지 오릭스 블루웨이브 2군 투수 코치를 맡았다. 2000년부터 2001년까지 주니치 드래곤스 2군 투수 코치, 2002년에는 주니치 2군 육성 담당 코치, 2003년부터 2005년까지 한국프로야구 팀인 KIA 타이거즈 투수 코치 등을 역임했다. 2006년에는 동작 분석 담당으로 주니치에 복귀, 주로 2군에서의 투수들을 상대로 투구폼을 촬영하여 일류 투수의 투구폼을 비교하거나 2군 투수 코치인 다카하시 미치타케와 상담하면서 개선점을 조언했고 2008년에는 동작분석실 폐지에 의해 주니치를 퇴단했다. 2010년에 간사이 독립 리그 팀인 고베 나인 크루즈 감독을 맡았으나 그 해에 구단은 해체됐다.
2011년부터 2012년까지 간사이 독립 리그에 새로 창단한 효고 블루선더스 감독, 2013년부터 2017년까지 효고 블루선더스(2014년부터는 BASEBALL FIRST LEAGUE 소속) 투수 코치 겸 2군 감독을 맡았고 아시야가쿠엔 베이스볼 클럽 감독도 겸임했다.

## 상세 정보

### 출신 학교
- 가가와 현립 시도 상업고등학교

### 선수 경력
- 난카이 호크스(1971년 ~ 1975년)
- 한신 타이거스(1976년 ~ 1984년)
- 요코하마 다이요 웨일스(1985년)
- 한큐 브레이브스(1986년)

### 지도자 경력
- 오릭스 블루웨이브 2군 투수 코치(1994년 ~ 1999년)
- 주니치 드래곤스 2군 투수 코치(2000년 ~ 2001년)
- 주니치 드래곤스 2군 육성 담당 코치(2002년)
- KIA 타이거즈 투수 코치(2003년 ~ 2005년)
- 고베 나인 크루즈 감독(2010년)
- 효고 블루선더스 감독(2011년 ~ 2012년)
- 효고 블루선더스 투수 코치 겸 2군 감독(2013년 ~ 2017년)
- 아시야가쿠엔 베이스볼 클럽 감독

### 개인 기록
- 첫 등판 : 1971년 10월 9일, 대 긴테쓰 버펄로스 25차전(닛폰 생명 구장)
- 첫 선발 : 1972년 8월 27일, 대 긴테쓰 버펄로스 19차전(이세 시영 구장)
- 첫 승리 : 1976년 5월 18일, 대 히로시마 도요 카프 4차전(히로시마 시민 구장)

### 등번호
- 55(1971년 ~ 1975년)
- 33(1976년 ~ 1984년, 2010년 ~ )
- 13(1985년)
- 28(1986년)
- 100(1989년 ~ 1992년)
- 83(1994년 ~ 1999년)
- 81(2000년 ~ 2002년)

### 연도별 투수 성적
| 연 도       | 소 속       | 등 판 | 선 발 | 완 투 | 완 봉 | 무 4 구 | 승 리 | 패 전 | 세 이 브 | 홀 드 | 승 률 | 타 자 | 이 닝 | 피 안 타 | 피 홈 런 | 볼 넷 | 고 4 | 몸 맞 | 탈 삼 진 | 폭 투 | 보 크 | 실 점 | 자 책 점 | 평 자 책 | W H I P |
| ----------- | ----------- | ----- | ----- | ----- | ----- | ------- | ----- | ----- | -------- | ----- | ----- | ----- | ----- | -------- | -------- | ----- | ---- | ----- | -------- | ----- | ----- | ----- | -------- | -------- | ------- |
| 1971년      | 난카이      | 1     | 0     | 0     | 0     | 0       | 0     | 0     | --       | --    | ----  | 4     | 1.0   | 1        | 1        | 0     | 0    | 0     | 0        | 0     | 0     | 1     | 1        | 9.00     | 1.00    |
| 1972년      | 난카이      | 3     | 1     | 0     | 0     | 0       | 0     | 1     | --       | --    | .000  | 55    | 11.0  | 12       | 3        | 8     | 0    | 1     | 4        | 0     | 0     | 9     | 7        | 5.73     | 1.82    |
| 1973년      | 난카이      | 3     | 0     | 0     | 0     | 0       | 0     | 0     | --       | --    | ----  | 22    | 5.0   | 5        | 1        | 3     | 0    | 0     | 1        | 0     | 0     | 2     | 2        | 3.60     | 1.60    |
| 1976년      | 한신        | 21    | 1     | 0     | 0     | 0       | 1     | 1     | 0        | --    | .500  | 180   | 41.1  | 52       | 6        | 8     | 2    | 5     | 23       | 0     | 0     | 22    | 22       | 4.83     | 1.45    |
| 1977년      | 한신        | 36    | 0     | 0     | 0     | 0       | 2     | 1     | 0        | --    | .667  | 255   | 62.0  | 54       | 8        | 19    | 0    | 5     | 34       | 0     | 0     | 28    | 28       | 4.06     | 1.18    |
| 1978년      | 한신        | 42    | 14    | 1     | 0     | 0       | 9     | 6     | 0        | --    | .600  | 563   | 137.2 | 129      | 17       | 33    | 4    | 7     | 78       | 2     | 0     | 62    | 56       | 3.65     | 1.18    |
| 1979년      | 한신        | 54    | 9     | 0     | 0     | 0       | 5     | 5     | 13       | --    | .500  | 531   | 130.0 | 110      | 17       | 37    | 4    | 5     | 81       | 1     | 0     | 54    | 53       | 3.67     | 1.13    |
| 1980년      | 한신        | 56    | 0     | 0     | 0     | 0       | 4     | 4     | 8        | --    | .500  | 359   | 84.2  | 79       | 12       | 28    | 4    | 11    | 48       | 0     | 1     | 38    | 38       | 4.02     | 1.26    |
| 1981년      | 한신        | 38    | 0     | 0     | 0     | 0       | 2     | 2     | 1        | --    | .500  | 231   | 58.0  | 54       | 3        | 10    | 1    | 2     | 38       | 1     | 0     | 24    | 23       | 3.57     | 1.10    |
| 1982년      | 한신        | 73    | 0     | 0     | 0     | 0       | 4     | 5     | 4        | --    | .444  | 385   | 95.1  | 83       | 14       | 26    | 4    | 6     | 61       | 0     | 0     | 42    | 42       | 3.98     | 1.14    |
| 1983년      | 한신        | 64    | 0     | 0     | 0     | 0       | 2     | 3     | 3        | --    | .400  | 368   | 87.2  | 84       | 9        | 25    | 6    | 6     | 48       | 2     | 0     | 43    | 34       | 3.49     | 1.24    |
| 1984년      | 한신        | 33    | 0     | 0     | 0     | 0       | 2     | 2     | 0        | --    | .500  | 158   | 37.0  | 39       | 7        | 9     | 4    | 0     | 19       | 0     | 0     | 18    | 14       | 3.41     | 1.30    |
| 1985년      | 다이요      | 23    | 0     | 0     | 0     | 0       | 0     | 1     | 0        | --    | .000  | 139   | 29.0  | 33       | 5        | 21    | 5    | 2     | 22       | 1     | 0     | 16    | 16       | 4.97     | 1.86    |
| 1986년      | 한큐        | 5     | 0     | 0     | 0     | 0       | 0     | 0     | 1        | --    | ----  | 16    | 3.0   | 7        | 2        | 0     | 0    | 0     | 4        | 0     | 0     | 5     | 5        | 15.00    | 2.33    |
| 통산 : 14년 | 통산 : 14년 | 452   | 25    | 1     | 0     | 0       | 31    | 31    | 30       | --    | .500  | 3266  | 782.2 | 742      | 105      | 227   | 34   | 50    | 461      | 7     | 1     | 364   | 341      | 3.92     | 1.24    |

- 굵은 글씨는 시즌 최고 성적.